# NSDAP/AO
De NSDAP/AO (afkorting van: Nationalsozialistische Deutsche Arbeiterpartei/Auslands-Organisation) was van 1931 tot 1945 de buitenlandse organisatie van de NSDAP. In 1972 werd in de Verenigde Staten een extreemrechtse nationaalsocialistische groep onder deze naam opgericht. Deze groep is vooral lokaal actief, maar richt zich daarnaast op Europa en meer in het bijzonder Duitsland.

## NSDAP/AO in de VS (sinds 1972)
De NSDAP Aufbau- und Auslandsorganisation werd in 1972 gesticht door Gary Lauck, die zichzelf Gerhard Lauck noemt. Het was en is allereerst bedoeld als een centrum voor de verspreiding van propaganda. Daarnaast wil de beweging een opheffing van het verbod op de NSDAP in Duitsland, en heroprichting van deze partij. Lauck produceerde vanuit zijn thuisbasis in Lincoln (Nebraska) neonazimateriaal en smokkelde dit naar Duitsland, waar het streng verboden was (en is). Daar verspreidde hij het naar verscheidene ondergrondse neonazi-groeperingen. De propaganda is nationaalsocialistisch, en omvat meestal verheerlijkingen van Hitler en het Derde Rijk. Zij richt zich tegen de Joden, en in de VS ook tegen zwarten. De beweging is vernoemd naar de Auslandsorganisation van de NSDAP, de buitenlandse dienst.
Lauck is zelf een persoonlijk bewonderaar van Hitler, wiens enige fout volgens hem was dat hij te humaan was. Lauck draagt graag nazi-uniformen en heeft zichzelf een waar Hitler-kapsel laten aanmeten. Zijn Duits is daarentegen nog zeer slecht. De Duitse regering noemt hij een marionettenregering in dienst van de geallieerden.
De beweging groeide na de val van de muur in 1989, toen veel teleurgestelde jonge Oost-Duitsers zich tot de neonazi's wendden. In 1992 begon de NSDAP/AO tijdschriften in 10 talen (waaronder Nederlands, Engels en Duits) uit te geven. In 1995 werd Lauck in Denemarken gearresteerd en naar Duitsland uitgeleverd, waar hij tot 4 jaar gevangenisstraf werd veroordeeld voor het verspreiden van zijn "anti-constitutionele lectuur". In 1999 nam hij wraak op Duitsland door het internetdomein www.republicofgermany.com te claimen en te vullen met nazipropaganda en informatie over zichzelf en zijn beweging. Dit resulteerde in een intellectuele-eigendomsactie van Duitsland tegen Lauck en de Amerikaanse provider, die Duitsland won.
Heden ten dage is de beweging nog steeds actief. Ze geven hun tijdschriften uit, en verspreiden stickers met hakenkruizen die men soms ook in Nederland weleens ziet hangen. Ook verspreiden ze via het internet neonazi-computerspelletjes, propaganda, nazi-marsmuziek, Mein Kampf en ander materiaal dat besteld kan worden. De beweging heeft contact met kleine neonazi-groepen in Duitsland, de Verenigde Staten, Scandinavië en ook Nederland; de websites van de Nederlandse Volks-Unie en van Stormfront worden gehost door Gary Lauck. De groep houdt zich vooral bezig met de verspreiding van propaganda maar is nooit direct betrokken bij demonstraties of acties tegen Joden of zwarten.